# مصطفى كيجو
مصطفى كيجو المكاوي (مواليد 22 أكتوبر 1994) هو لاعب كرة سلة مصري يلعب لفريق الزمالك والمنتخب المصري.

## المسيرة الاحترافية
منذ عام 2012، يلعب كيجو للزمالك في دوري السوبر المصري لكرة السلة. في عام 2019، فاز بالبطولة المصرية. كان كيجو في قائمة دوري أفريقيا لكرة السلة 2021، حيث بدأ جميع مباريات الزمالك، وفاز في النهاية ببطولة BAL. ساهم بمعدل 6.5 نقاط، و6 متابعات في المباراة الواحدة.

## مسيرة المنتخب الوطني
يلعب كيجو للمنتخب المصري ، حيث شارك في بطولة كأس العالم لكرة السلة 2014.  كما لعب في بطولة أمم أفريقيا لكرة السلة 2017.